# Ллойд, Дэвид
Дэвид Ллойд (англ. David Lloyd) — британский художник комиксов, более всего известный как иллюстратор комикса «V — значит вендетта» Алана Мура.

## Карьера
Карьера Дэвида Ллойда, как художника комиксов, началась в конце 1970-х годов. Первыми его работами стали несколько серий издательства Marvel UK, а также комикс «Halls of Horror», опубликованный издательством TV Comic. Вместе со сценаристом Стивом Паркхаузом он создаёт персонажа Night Raven.
Когда, в 1982 году, Дез Скинн готовился к началу публикации журнала Warrior, он обратился к Ллойду с просьбой придумать нового персонажа. Объединившись со сценаристом Аланом Муром (который до этого был занят в производстве журнала Doctor Who Magazine, выпускаемом Marvel UK), Ллойд создаёт «V — значит вендетта» — мрачную историю террористической борьбы анархиста против фашистского правительства в альтернативном будущем. В начале 1985 года журнал прекратил публиковаться, и серия была перепечатана и продолжена в цвете компанией DC Comics. В 1995 году «V — значит вендетта» была издана в виде отдельной графической новеллы. По мотивам этой новеллы в 2006 году выпускается фильм. Стилизованные маски Гая Фокса, созданные Ллойдом для комикса, вышли за рамки графического произведения и продолжили своё существование в реальном мире. Сейчас они зачастую используются в демонстрациях протеста против несправедливых действий правительства, культов, финансовых и силовых структур.
Ллойд также работал над сериями: «Espers» издательства Eclipse Comics, «Hellblazer» Гранта Моррисона и Джеми Делано, «War Story» издательства DC Comics и Global Frequency издательства WildStorm. Вместе с Джеми Делано он участвовал в создании «The Territory» издательства Dark Horse. В этой компании, он, в числе прочего, работал над сериями «Aliens» и «James Bond». Для французского издателя Editions Carabas он создал графическую новеллу «Kickback», в дальнейшем переизданную на английском языке компанией Dark Horse (ISBN 1-59307-659-2).

## Фильмография
Дэвид Ллойд был одним из авторов сценария для фильма «V — значит вендетта». Также он сыграл самого себя в третьем эпизоде «Anarchy in the UK» документального мини-сериала «Британский комикс», первый сезон которого был показан в конце 2007 года и нескольких документальных фильмах, снятых после выхода «V — значит вендетта»: «Freedom! Forever!: Making 'V for Vendetta'», «'V for Vendetta' Unmasked» и «England Prevails: V for Vendetta and the New Wave in Comics».

### Интервью
- Hannibal Tabu. CCI, Day 2 - "V for Vendetta" Artist David Lloyd Speaks (англ.). Comic Book Resources (16 июля 2005). Дата обращения: 14 января 2013. Архивировано 28 января 2013 года.
- Daniel Robert Epstein. V for Vendetta co-creator David Lloyd (англ.). SuicideGirls (13 марта 2006). Дата обращения: 14 января 2013.
- Jochen Ecke. Interview with David Lloyd (англ.). G wie Gorilla (2006). Дата обращения: 14 января 2013. Архивировано из оригинала 28 января 2013 года.
- Jochen Ecke. David Lloyd (V for Vendetta, Kickback) (нем.). G wie Gorilla (2006). Дата обращения: 14 января 2013. Архивировано из оригинала 28 января 2013 года.
- Gabriel Martins. O desenhador responsável por “V For Vendetta” esteve em Portugal e a RDB falou com ele. (порт.). ruadebaixo (2010). Дата обращения: 14 января 2013. Архивировано 28 января 2013 года.